# Trachyphonus
Trachyphonus là một chi chim trong họ Lybiidae.

## Các loài
- Trachyphonus purpuratus
- Trachyphonus vaillantii
- Trachyphonus erythrocephalus
- Trachyphonus margaritatus
- Trachyphonus darnaudii